# Vendicius Cumanus
Vendicius Cumanus blev landshövding över Judeen år 48 e.Kr. Påsken år 49 var han ansvarig för en massaker på ca 10000 judar i templet i Jerusalem. Under hans tid var den i Apostlagärningarna kapitel 23 och 24 omnämnde Ananias överstepräst i Jerusalem. Han avsattes våren 52 och landsförvisades.